# 朱方旦
朱方旦（？—1682年）。号尔枚，自称二眉道人，湖北汉阳人，清朝初年作家。
康熙年间秘密刻书，《中補說》與《中質秘書》兩部書。自称圣贤，宣讲术数和修炼。入大将军勒尔锦幕府，游历江浙。康熙二十一年（1682年）爆发文字狱，他的罪名是诡立邪说煽惑愚民，被清廷处死。